# El Reusense (1882)
|  | Per a altres significats, vegeu «El Reusense (1870)». |

El Reusense: periódico semanal de intereses locales, comerciales y literatura va ser un periòdic que va sortir a Reus l'any 1882.

## Història
La publicació va treure el seu primer número el 15 de novembre de 1882 i es definia com un informatiu comercial. Es presentava també com a literari "para responder a los deseos de todos". Tenia diverses seccions fixes: "Sección local" on parlava de temes municipals referits quasi sempre al comerç i a la indústria. "Revista comercial" amb les cotitzacions del mercat de Reus, i notícies sobre empreses i indústries locals i comarcals. Una "Sección editorial" que es va repetir en tots els números, publicava notes diverses sobre educació física, emigració, temes agrícoles, consells als empresaris i d'altres. La secció "Diversiones públicas" anunciava representacions teatrals i espectacles i en feia la crítica. Totes les col·laboracions anaven sense signar, excepte els articles literaris que signava sempre Faustí Planàs. L'últim número conegut és el 8, del 24-XII-1882.

## Aspectes tècnics
Sortia setmanalment, en format doble foli i quatre pàgines a quatre columnes. L'última pàgina era sempre d'anuncis. El número solt valia 5 cèntims, i la subscripció era de 25 cèntims al mes. S'imprimia a La Imprenta del Centro d'Esteve Pàmies i els punts de subscripció eren la llibreria de Joan Grau Gené i el quiosc de Pau Bolart. La llengua era la castellana, però la secció literària va publicar alguns articles i poemes en català.
L'historiador de la premsa reusenca Francesc Gras i Elies diu que va ser el segon periòdic que va sortir a la ciutat amb el mateix títol.

## Localització
- Els exemplars coneguts són a la Biblioteca Central Xavier Amorós de Reus.[3]